# Полёт чёрного ангела
«Полёт чёрного ангела» (англ. Flight of Black Angel) — телефильм режиссёра Джонатана Мостоу.

## Сюжет
Один из лучших пилотов американских ВВС, капитан Эдди Гордон, решает, что его позывной «Чёрный Ангел» означает, что он посланник Бога. Он крадет самолёт с ядерным оружием и направляется в Лас-Вегас с целью уничтожения самого греховного города Соединённых Штатов Америки.

## В ролях
- Питер Штраусс — полковник Мэтт Райан
- Уильям О`Лири — капитан Эдди Гордон
- Джеймс О`Салливан — полковник Билл Дуглас
- Мишель Поук — Валери Двайер
- К Кэллан — миссис Гордон
- Майкл Кис Холл — Ричард двайер
- Бен Роунсли — мистер Гордон

## Премьера
Премьера телефильма состоялась 23 февраля 1991 года на американском кабельном канале «Showtime».